# Clase Aoba
Los Clase Aoba fueron una serie de dos cruceros pesados botados en 1926. Pertenecían a la Armada Imperial Japonesa derivados de la clase Furutaka a la cual originalmente estaban asignados como la tercera unidad, el Aoba y la cuarta unidad, el Kinugasa.
Estos cruceros fueron modificados en sus especificaciones originales que incluyeron sus torretas dobles, su catapulta y sus sistemas de torpedos que incrementaron su desplazamiento en más de un 20% y su velocidad inicial disminuida de los 36 a 33 n.
De blindaje bastante pobre, tenía como protección lateral 73,66 mm y como protección horizontal de apenas 50 mm La defensa antiaérea era también muy exigua, sin defensa AA a popa y muy escasa a proa. No estaban concebidos para resistir un ataque aéreo al momento de su botadura.
Estas unidades fueron asignadas a la 6ª fuerza de cruceros junto a sus similares de la 
Clase Furutaka.

## Historial

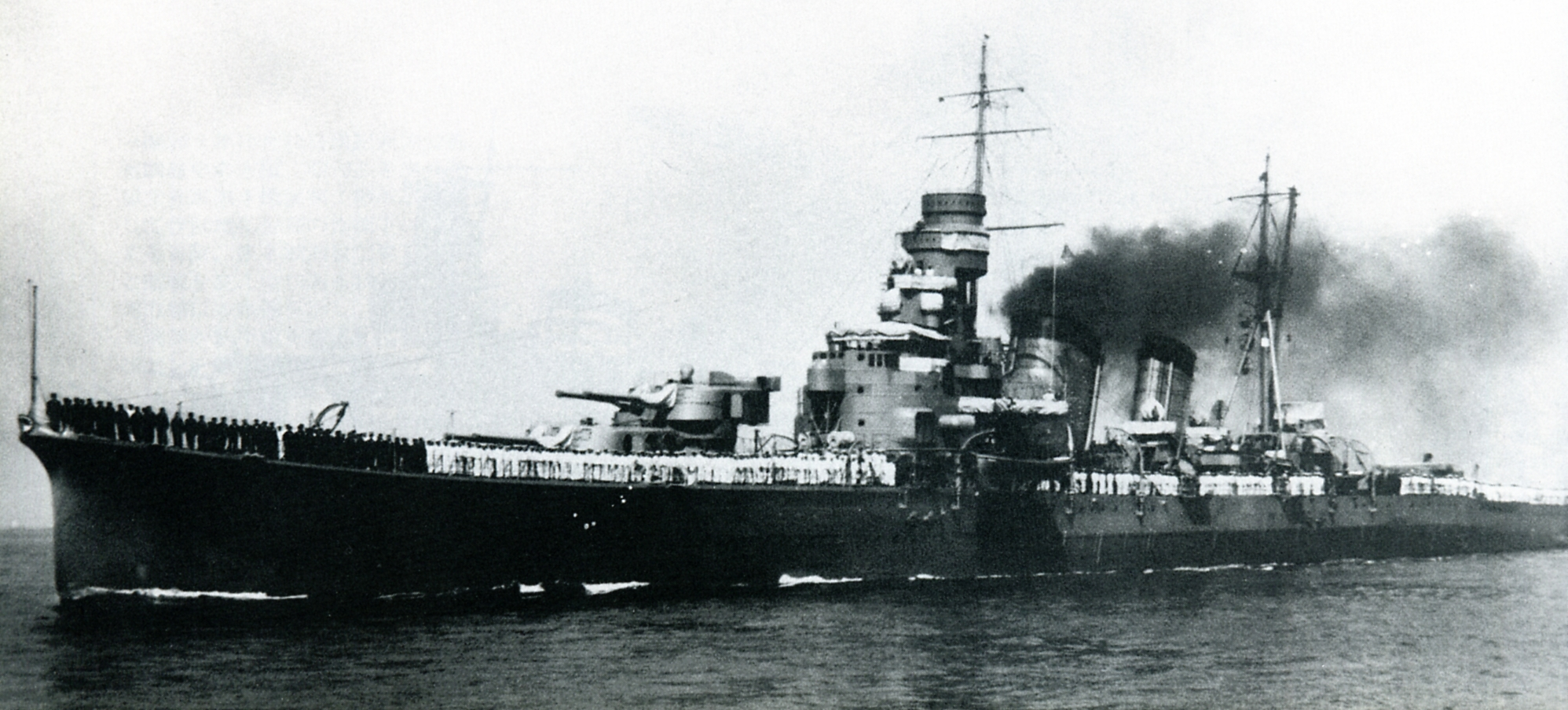
Crucero Kinugasa

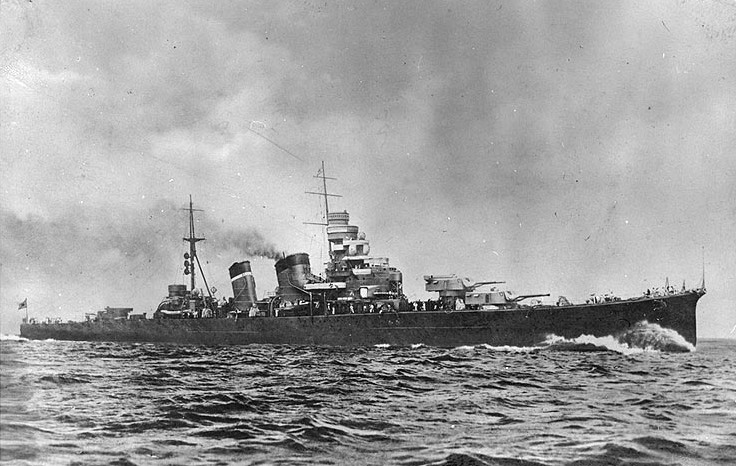
Crucero Aoba

- El Aoba fue asignado en 1927, remodernizado en 1937, tuvo una destacada participación en el frente del Pacífico y resultó hundido parcialmente en el puerto de Kure el 24 de julio de 1945.

- El Kinugasa fue asignado en 1927, remodernizado en 1937 y resultó hundido en la tercera batalla de Guadalcanal como parte de la fuerza de Mikawa, el 14 de noviembre de 1942 por un bombardeo aéreo contundente del USS Enterprise con la pérdida de más del 78% de su tripulación.

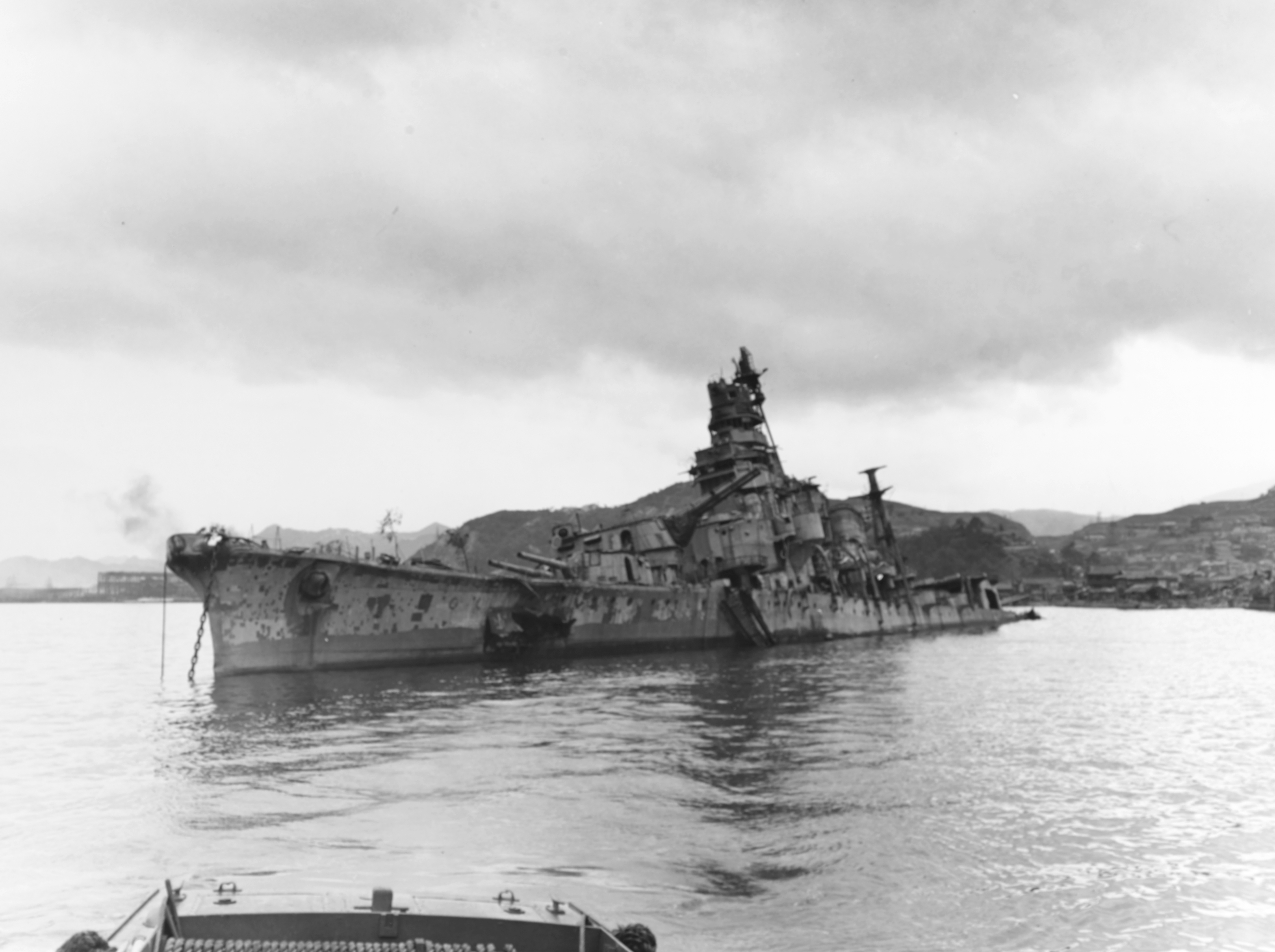
Crucero Aoba en 1945